# Його одужання
«Його одужання» (англ. His Regeneration) — американський німий короткометражний фільм Брончо Біллі Андерсона, випущений 7 травня 1915. У цьому фільмі Чарлі Чаплін з'являється в епізодичній ролі.

## Сюжет
Фільм розповідає історію двох суперників, одночасно закоханих у балерину. Один з них є закоренілий злочинець. Перша частина фільму розгортається в барі і закінчується боротьбою між двома противниками. У другій частині відбувається драматична сцена вбивства і крадіжки.

## У ролях
- Гілберт Андерсон — злочинець
- Лі Віллард — його напарник
- Маргаріт Клейтон — дівчина
- Хейзел Епплгейт — покоївка
- Чарльз Чаплін — покупець

## Критика
Фільм не є послідовним, в ньому чергуються моменти напруженості та сюжетні моменти. Тема амністії правопорушників була модна в той час і згодом використана Чарлі Чапліним у фільмі «Поліція»